# Trinity Ville
Trinity Ville är en ort i Jamaica.   Den ligger i parishen Parish of Saint Thomas, i den östra delen av landet, 30 km öster om huvudstaden Kingston. Trinity Ville ligger 269 meter över havet och antalet invånare är 2 895. Den ligger på ön Jamaica.
Terrängen runt Trinity Ville är kuperad åt sydost, men åt nordväst är den bergig. Runt Trinity Ville är det ganska tätbefolkat, med 129 invånare per kvadratkilometer. Närmaste större samhälle är Morant Bay, 14,2 km sydost om Trinity Ville. I omgivningarna runt Trinity Ville växer i huvudsak städsegrön lövskog.